# 5027 Androgeos
Az 5027 Androgeos (ideiglenes jelöléssel 1988 BX1) egy kisbolygó a Naprendszerben. Carolyn Shoemaker fedezte fel 1988. január 21-én.